# یگانه‌گرایی
یگانه‌انگاری یا یگانه‌گوهرانگاری یا مونیسم (به انگلیسی: Monism) یک دیدگاه فلسفی است که می‌گوید همه چیز موجود در جهان هستی سرانجام از یک جوهر سرشته شده‌است و همه پدیده‌ها تنها نمودهایی از یک جوهر واحد هستند. یکی از بزرگ‌ترین اشاعه‌گران یگانه‌انگاری باروخ اسپینوزا بود. لازم به توضیح است که «مونیسم» با «مونادیسم» لایبنیتز تفاوت دارد.
یگانه‌انگاری را می‌توان بر دو قسم دانست: ماده‌گرایی و ایدئالیسم.
اسپینوزا بر این باور بود که تنها یک جوهر وجود دارد و آن هم «خدا» است. جهان روانی و مادی از منظر او؛ جوهراً با هم تفاوتی ندارند بلکه آنها وجوه مختلف جوهر یگانه یعنی خدا هستند. از دیدگاه اسپینوزا، دیگر تعاملی بین ذهن و جسم وجود ندارد، چون حالت‌های مادی و روانی وجوه مختلف یک رویداد یگانه هستند.